# ماریا آلبا
ماریا آلبا (انگلیسی: Maria Alba؛ ‏ ۱۹ مارس ۱۹۱۰ – ۲۶ اکتبر ۱۹۹۹) بازیگر اهل ایالات متحده آمریکا بود. وی بین سال‌های ۱۹۲۸ تا ۱۹۴۶ میلادی فعالیت می‌کرد.
از فیلم‌هایی که وی در آنها نقش داشته‌است می‌توان به افسون‌شده و قهرمانان جهنم اشاره کرد.